# Aeroporto di Haifa
L'Aeroporto internazionale di Haifa (in ebraico נמל התעופה חיפה‎?), Namal HaTe'ufa Haifa, (conosciuto anche come Aeroporto di U Michaeli) è un aeroporto Israeliano localizzato vicino ad Haifa. È situato nell'est della città e molte delle operazioni che vi si compiono sono militari.